# Obora (Chomutice)
Obora je část obce Chomutice v okrese Jičín. Nachází se východně od Chomutic. Obora leží v katastrálním území Obora u Chomutic o rozloze 4,32 km².

## Historie
První písemná zmínka o obci pochází z roku 1318. Původní název Radeč pochází po rytíři z Radče, až později se začal používat název Obora – byla zde obora na chov koní.

## Přírodní poměry
Vesnice stojí ve Východolabské tabuli. Podél západního okraje vsi protéká říčka Javorka, jejíž tok je zde součástí přírodní památky Javorka a Cidlina – Sběř.

## Pamětihodnosti
- Sloup se sochou svatého Donáta
- Socha svatého Jana Nepomuckého